# Record du Maroc de natation dames du 200 mètres nage libre
Cet article présente l'évolution du record du Maroc de natation dames du 200 mètres nage libre.

## Bassin de 50 mètres
| Temps         | Athlète         | Naissance | Âge | Club         | Compétition                     | Lieu        | Date             |
| ------------- | --------------- | --------- | --- | ------------ | ------------------------------- | ----------- | ---------------- |
| 2 min 11 s 08 | Noufissa Chbihi | 1990      | 17  | CODM         | Championnats du Maroc (f)       | Casablanca  | 21 juillet 2007  |
| -----         |                 |           |     |              |                                 |             |                  |
| 2 min 07 s 92 | Sara El Bekri   | 1987      | 21  | RCA Natation | Coupe de France (s)             | Chamalières | 19 janvier 2008  |
| 2 min 07 s 39 | Sara El Bekri   | 1987      | 21  | RCA Natation | Coupe de France (fb)            | Chamalières | 19 janvier 2008  |
| 2 min 07 s 21 | Sara El Bekri   | 1987      | 21  | RCA Natation | Championnats de France (s)      | Dunkerque   | 22 avril 2008    |
| -----         |                 |           |     |              |                                 |             |                  |
| 2 min 06 s 82 | Sara El Bekri   | 1987      | 22  | RCA Natation | Meeting de Bron (f)             | Bron        | 8 mars 2009      |
| 2 min 06 s 35 | Sara El Bekri   | 1987      | 24  | RCA Natation | 7e meeting du S.O. Chambéry (f) | Chambéry    | 6 mars 2011      |
| 2 min 03 s 10 | Sara El Bekri   | 1987      | 24  | RCA Natation | Jeux panarabes (f)              | Doha        | 17 décembre 2011 |

## Bassin de 25 mètres
| Temps         | Athlète          | Naissance | Âge | Club         | Compétition                          | Lieu         | Date             |
| ------------- | ---------------- | --------- | --- | ------------ | ------------------------------------ | ------------ | ---------------- |
| 2 min 09 s 39 | Lilia Karrakchou | 1992      | 16  | CNJ          |                                      | Rabat        | 6 juillet 2008   |
| -----         |                  |           |     |              |                                      |              |                  |
| 2 min 05 s 54 | Sara El Bekri    | 1987      | 21  | RCA Natation | Meeting national de Saint-Dizier (s) | Saint-Dizier | 16 novembre 2008 |
| 2 min 03 s 45 | Sara El Bekri    | 1987      | 24  | RCA Natation | Championnats du Maroc (s)            | Meknès       | 9 avril 2011     |